# Arne Jansen
Arne Jansen, pseudoniem van Aloisius Gertrudis Gerhardus (Alwies) Jansen (Wieken, 26 april 1951 – Silvolde, 10 december 2007) was een Nederlands zanger.

## Biografie
Arne Jansen werd geboren als Aloys Wieger Jansen als de op een na jongste in een gezin met tien kinderen. Als negenjarige jongen mocht hij aan de hand van muziekuitgever Jaap de Kruyff enkele Duitstalige singles opnemen. Jansen trad op als Aloys Jansen en later Aloys Johnson. Op aandringen van zijn moeder leerde hij het vak van kapper, maar hij bleef tegelijkertijd bezig met een carrière in de muziek, waarbij hij zich vooral op Duitsland richtte. In het begin van de jaren '70 ging hij optreden met zijn begeleidingsband 'Les Cigales'. Dit leidde in 1972 meteen tot de grootste hit uit zijn loopbaan: Meisjes met rode haren stond 17 weken in de Nederlandse Top 40 en 12 weken in de Daverende Dertig. Het reikte tot respectievelijk de derde en de vierde plaats. Het liedje was tevens te horen in de film Turks Fruit. In de Top 2000 nam het liedje zijn hoogste positie in tijdens de 2000-editie: 1038.
Dit eerste succes wist Jansen nooit meer te evenaren. Wel had hij gedurende de jaren zeventig en tachtig een handjevol kleinere hits, waaronder het door Frans Bauer en Marianne Weber gecoverde Zeven brieven, dat op zijn beurt een coverversie was van Seven tears van de Goombay Dance Band. Het laatste hitje van Jansen dateert uit 1992, toen Zeg eens meisje tot de 34e plek kwam. Hij bleef echter singles en albums maken en was veelvuldig actief op feesten waarbij het Nederlandstalig lied/levenslied centraal stond, zoals de populaire Mega Piratenfestijnen. In 2000 kreeg hij met terugwerkende kracht een gouden plaat voor Meisjes met rode haren, nadat uit een hertelling bleek dat er 150.000 exemplaren van waren verkocht.
Naast zijn muzikale activiteiten trainde Jansen politiehonden en had hij een stoeterij, waar hij minipaarden fokte.
Op 10 december 2007 overleed Jansen op 56-jarige leeftijd. Volgens zijn manager Menno Muis pleegde hij zelfmoord, op zijn boerderij in Silvolde. Jansen zou overspannen en neerslachtig zijn geweest, onder meer door de recente dood van een broer, een zus en andere naasten. Hierdoor ging hij heel anders kijken naar het ouder worden. Vier dagen voor zijn overlijden was Jansen nog te zien in een televisieprogramma op RTV Oost, waarin hij werd geïnterviewd.
Op 17 december 2007 maakte platenmaatschappij Telstar bekend, het in 2006 gecoverde nummer Schaam je voor je tranen niet van Jansen uit te zullen brengen op single. Dit lied is een cover van het Duitstalige lied Schäm dich deiner Tränen nicht, gezongen door Wolfgang Edenhader. De Nederlandstalige versie werd in 2005 door Meijerman (alias Adrian Mey) opgenomen op cd. Jansen vond dit nummer zo mooi dat hij Meijerman hierover had gebeld. Het nummer is toen aan Jansen gegeven en daarna heeft hij de tekst iets aangepast voor zijn overleden broer. Het nummer werd zaterdag 15 december tijdens de begrafenis gedraaid. Jansen heeft het destijds opgenomen voor zijn overleden broer. In 2024 kwam het lied opnieuw uit ditmaal een versie van Marco Schuitmaker. Er werd afscheid genomen van Jansen in de Martinuskerk en daarna werd hij begraven op de begraafplaats in Gendringen.

## Discografie

### Albums
| Album met eventuele hitnotering(en) in de Nederlandse Album Top 100 | Datum van verschijnen | Datum van binnenkomst | Hoogste positie | Aantal weken | Opmerkingen          |
| ------------------------------------------------------------------- | --------------------- | --------------------- | --------------- | ------------ | -------------------- |
| Arne Jansen & Les Cigales                                           | 1973                  | -                     | -               | -            |                      |
| Arne Jansen & Les Cigales                                           | 1981                  | -                     | -               | -            |                      |
| De grootste successen van Arne Jansen & Les Cigales                 | 1983                  | -                     | -               | -            | compilatie           |
| Julie                                                               | 1983                  | -                     | -               | -            |                      |
| Zomerzon en zuidenwind                                              | 1985                  | -                     | -               | -            |                      |
| 'n Uurtje met Arne Jansen                                           | 1988                  | -                     | -               | -            | Eerste CD compilatie |
| Dromen over liefde                                                  | 1990                  | -                     | -               | -            | CNR RECORDS          |
| Mijn jubileum: 20 grote successen                                   | 1994                  | -                     | -               | -            |                      |
| Arne Jansen                                                         | 1994                  | -                     | -               | -            | heruitgave van 1990  |
| Ik wil nog meer                                                     | 1996                  | -                     | -               | -            |                      |
| 25 jaar Arne Jansen                                                 | 1997                  | -                     | -               | -            | compilatie           |
| De jaren 90 hits                                                    | 1996                  | -                     | -               | -            | compilatie           |
| 30 jaar feest met                                                   | 2001                  | -                     | -               | -            | compilatie           |
| Liedjes die je nooit vergeet                                        | 2003                  | -                     | -               | -            |                      |
| 18 mega piraten favorieten                                          | 2005                  | -                     | -               | -            | compilatie           |
| Wat ik voel voor jou                                                | 2007                  | -                     | -               | -            | laatste album        |
| Zijn allergrootste hits                                             | 2010                  | -                     | -               | -            | compilatie           |

### Singles
| Single met eventuele hitnotering(en) in de Nederlandse Top 40 | Datum van verschijnen | Datum van binnenkomst | Hoogste positie | Aantal weken | Opmerkingen                                                       |
| ------------------------------------------------------------- | --------------------- | --------------------- | --------------- | ------------ | ----------------------------------------------------------------- |
| Meisjes met rode haren                                        | 1972                  | 20-05-1972            | 3               | 17           | & Les Cigales                                                     |
| Zo zijn de meisjes                                            | 1972                  | 11-11-1972            | tip17           |              | & Les Cigales                                                     |
| Ik heb de hele nacht                                          | 1973                  | 09-06-1973            | 31              | 3            | & Les Cigales                                                     |
| Mooie meisjes....                                             | 1975                  | 22-03-1975            | 26              | 6            | & Les Cigales                                                     |
| De zomer is voorbij                                           | 1975                  | 11-10-1975            | tip14           |              | & Les Cigales                                                     |
| Zeven brieven                                                 | 1982                  | 19-06-1982            | 17              | 5            | & Les Cigales                                                     |
| Julie                                                         | 1983                  | 04-06-1983            | 28              | 5            | & Les Cigales                                                     |
| Als 'n meeuw in de wind                                       | 1983                  | 29-10-1983            | 30              | 4            | & Les Cigales                                                     |
| Zonder jou                                                    | 1983                  | -                     | -               | -            | & Les Cigales                                                     |
| Bahia blanca                                                  | 1984                  | 30-06-1984            | tip10           |              | & Les Cigales                                                     |
| Zeg nou maar adieu                                            | 1986                  | 30-08-1986            | tip11           |              |                                                                   |
| 'n Zomer vol liefde                                           | 1987                  | 15-08-1987            | -               | -            | #100 in de single Top 100                                         |
| Ik doe alles voor jou                                         | 1988                  | 02-07-1988            | tip16           |              |                                                                   |
| Happy Xmas (War is over) / Gelukkig kerstfeest                | 1988                  | 10-12-1988            | 35              | 3            | Artiesten voor het Ronald McDonaldhuis / #15 in de Single Top 100 |
| Zeg 'ns meisje                                                | 1992                  | 05-09-1992            | 34              | 4            |                                                                   |
| Wat ik voel voor jou                                          | 09-2007               | -                     |                 |              |                                                                   |
| Schaam je voor je tranen niet                                 | 12-2007               | -                     |                 |              |                                                                   |

### NPO Radio 2 Top 2000
| Nummer met noteringen in de NPO Radio 2 Top 2000 | '99  | '00  | '01  | '02  | '03  | '04  | '05  | '06  | '07  | '08  |
| ------------------------------------------------ | ---- | ---- | ---- | ---- | ---- | ---- | ---- | ---- | ---- | ---- |
| Meisjes met rode haren                           | 1347 | 1038 | 1066 | 1743 | 1665 | 1178 | 1580 | 1780 | 1707 | 1580 |

1. ↑  Een vetgedrukt getal geeft de hoogste notering aan.
2. ↑  Deze tabel is bijgewerkt tot en met de laatste editie (2024).

## Dvd
- 2004: In Griekenland

## Trivia
Arriva rijdt in de Achterhoek met treinstel 10368, dat de naam 'Arne Jansen' draagt